# Peçanha
Peçanha é um município brasileiro no interior do estado de Minas Gerais, Região Sudeste do país. Localiza-se no Vale do Rio Doce e sua população recenseada em 2022 era de 17 446 habitantes.

## História
Em 1752, uma expedição comandada por João Peçanha Falcão partiu da Vila do Príncipe, hoje cidade do Serro, à procura de ouro. Descendo pelo Rio Suaçuí em direção ao Rio Doce, a expedição subiu até a nascente do Rio Suaçuí Pequeno, encontrando aí vestígios de ouro numa encosta da Serra Negra, entre os Morros da Bomba e Paneleiro, a 780 metros de altura. No local formou-se um povoado com curioso traçado, onde se construiu uma igreja que foi denominada Igreja de Santo Antônio. As denominações primitivas do povoado eram Santo Antônio do Peçanha, Santo Antônio do Descoberto do Peçanha e Rio Doce. A vila foi elevada a cidade em 13 de Setembro de 1881, com o nome de Suaçuí, desmembrando-se do município do Serro. Em 1887, voltou a chamar-se Santo Antônio do Peçanha. Em 1911 assumiu o nome de Peçanha.

## Geografia
Peçanha localiza-se na região leste do estado de Minas Gerais, a 312 km de Belo Horizonte. Suas coordenadas geográficas são: 18°33'S e 42°33'W
De acordo com a divisão regional vigente desde 2017, instituída pelo IBGE, o município pertence às Regiões Geográficas Intermediária de Governador Valadares e Imediata de Guanhães. Até então, com a vigência das divisões em microrregiões e mesorregiões, fazia parte da microrregião de Peçanha, que por sua vez estava incluída na mesorregião do Vale do Rio Doce.

### Relevo
A zona urbana da cidade apresenta relevo acidentado, com declividades acentuadas. Uma escarpa coberta por mata virgem circunda o centro urbano. No topo há uma chapada de onde se tem uma ampla visão do horizonte em ângulo de praticamente 360°, sendo possível vislumbrar, à noite, os reflexos das luzes das cidades de menor altitude, tais como Belo Horizonte, a exatos 312 km de distância, e  Governador Valadares, a 114 km. A cidade, por ter um formato parecido com uma 'panela', tem seus habitantes conhecidos carinhosamente como 'paneleiros'.

### Vegetação
O município apresenta vegetação arbórea e herbácea nativa típica de clima tropical de média altitude. Pastos formados para a alimentação de gado bovino e, mais recentemente, umas das maiores plantações de eucalipto para celulose do Estado de Minas Gerais tomaram considerável espaço da antiga floresta, a Mata do Peçanha, que ocupava 80% da área do município.

### Hidrografia
O Rio Suaçuí Pequeno, que nasce no município, e o Rio Suaçuí, que corta parte do município, contribuem para a formação da Bacia Hidrográfica do Rio Doce.

## Economia
A base econômica do município é a agropecuária, o comércio e a indústria de transformação e beneficiamento de produtos agrícolas. Em Peçanha se produz, além de madeira de reflorestamento para variados fins, feijão, mandioca, milho, arroz, amendoim, batata-doce, café e cana-de-açúcar, bem como queijos do tipo Serro, entre outros.

### Comércio
O comércio da cidade tem como base lojas de vestuário, estabelecimentos alimentícios, lanchonetes e produtos agropecuários.

### Agropecuária
É significativa a agropecuária na cidade, destacando-se a criação de gado leiteiro, a indústria de laticínios, tais como queijos, manteiga, requeijão, iogurte, parmesão e leite.

## Turismo
A festa do padroeiro da cidade, Santo Antônio (13 de junho), mostra um folclore rico, com a apresentação da "Marujada", "Cablocos", "Bonecos Gigantes", Banda de Música, Lira Paroquial Treze de Junho e crianças brincando nos "Cavalinhos de Jacá".
O carnaval de Peçanha reúne tradicionais blocos carnavalescos, tal como o Bloco dos Sujos, em que as pessoas apresentam as mais variadas fantasias. Uma grande parte dos foliões ficam em blocos como A Liga, Bicho Maluco Beleza e o Tá Bombando. Em 2007 a Escola de Samba Liberdade voltou a desfilar na ladeira, deslumbrando com paetês e plumas os olhos do povo; uma rica cultura a ser preservada. E com a notória hospitalidade dos habitantes da cidade, o carnaval de Peçanha fica cada vez mais conhecido, atraindo, assim, inúmeros turistas. Em 2012 o carnaval da cidade conseguiu a inédita classificação como 2º melhor carnaval do interior de Minas Gerais, ficando atrás apenas de Diamantina.

## Grupos étnicos
A população de Peçanha compõe-se de pessoas que se auto-denominam como: brancos (43,6%), pardos (37,2%), negros (18,0%), indígenas (0,3%) e amarelos (0,2%). Pode ser considerada, assim, uma cidade multirracial.

## Saúde
O Hospital Santo Antônio, doado pelo falecido banqueiro peçanhense João do Nascimento Pires, já foi modelo de excelência em atendimento na área da saúde pública regional. Nos dias de hoje, passa por uma reforma que garantirá à população a excelência que atingira no passado.
A cidade foi contemplada em 2010 com a inauguração do Centro de Saúde da Mulher, localizado no bairro Bomba.

## Educação
A rede de ensino de Peçanha compõe-se das seguintes escolas:
- Escola Estadual "Deputado Sady da Cunha";
- Escola Estadual "Senador Simão da Cunha";
- Escola Estadual "Dr. Antônio da Cunha Pereira";
- Ginásio Municipal, onde funciona, atualmente, uma instituição de ensino superior;
- Escola Municipal Pré-Escolar "Sagrada Face".
- Escola Estadual " Adelardo da Cunha"
- Escola particular "Instituto Educacional Bravieira"

A cidade conta ainda com mais 29 escolas municipais localizadas na zona rural.

## Lazer

### Parques e praças
- Parque municipal da cidade, denominado Parque da Mãe D'Água, que conta com árvores centenárias e duas fontes de água, e em cujo interior foi construído uma arena para a prática do futebol, circundada por bela mata;
- Praça do Fórum Desembargador Forjaz de Lacerda, com fonte luminosa;
- Praça Getúlio Vargas, onde se situa a igreja Matriz;
- Praça do coreto, de nome Praça Dr. Antônio Augusto da Cunha Pereira, situada no alto da Avenida dos Bragas, onde tradicionalmente acontece a montagem de palcos para shows artísticos e para as comemorações de carnaval e passagem de ano;
- Largo do Rosário, localizado em parte alta, que oferece vista panorâmica da cidade.

### Estádios
O Estádio Municipal Juarez Vieira da Silva encontra-se localizado no interior do tradicional Parque da Mãe D'Água, circundado por árvores centenárias, destacando-se o pau-brasil.

## Transporte

### Rodoviário
A BR-120 e a MG-314 são as principais rodovias que ligam Peçanha à capital mineira, Belo Horizonte, e a Governador Valadares. Peçanha conta também com uma linha circular de transporte coletivo urbano.

### Aéreo
Localiza-se no topo da chapada um campo de pouso para pequenas aeronaves, sem iluminação, de terra batida compacta, que possui cerca de 1.000 metros lineares. Não há linhas aéreas regulares que tenham como destino o município.

## Filhos ilustres
- Biografias de peçanhenses notórios